# Барри Силберт
Барри Силберт — американский предприниматель, «криптовалютный король», инвестор и создатель Digital Currency Group Барри Силберт родился в 1976 году в г. Гейтерсберг штата Мэриленд.

## Детство и юность
В 17 лет Барри стал биржевым представителем Series 7, сдав квалификационный экзамен торговца ценными бумагами. Продавая коллекционные бейсбольные карточки ученикам своей школы, он заработал первые $1000.

## Образование, работа и собственные проекты
В 1998 молодой человек окончил бизнес-школу Goizueta при Университете Эмори, получив степень бакалавра финансов. После обучения в вузе Барри устроился на работу в транснациональный банк «Houlihan Lokey», где 6 лет занимал должность инвестиционного банкира. В апреле 2004 году основал компанию «Restricted Stock Partners», которая разрабатывала технологии финансовых платформ. Спустя 2 года он расширяет данный проект, и присваивает ему новое имя — «SecondMarket». Платформа позволяла торговать неликвидными активами и уже через 2 года принесла Барри $2 миллиона.
По версии британской аудиторско-консалтинговой компании «Ernst & Young» в 2011 году Силберт стал «Предпринимателем года» и был внесен в список «40 Under 40» американского делового журнала «Fortune».
В 2013 году Барри создает частный открытый траст «Bitcoin Investment Trust» (BIT), инвестирующий в биткоин. Акции BIT, полностью зависящие от биткоина, стали первыми публично контролируемыми ценными бумагами в США.
До 2014 года Барри был генеральным директором SecondMarket и председателем правления до 2015. Позже компанию приобрела фондовая биржа «Nasdaq Inc.».
Сразу же после продажи своего детища предприниматель основал венчурную компанию, специализирующуюся на рынке цифровых валют «Digital Currency Group». Вскоре у данного проекта появляются первые две дочерние компании — «Genesis» и «Grayscale Investments».
В 2016 году DCG приобрела один из ведущих информационных ресурсов о блокчейне и криптовалюте «CoinDesk».
В 2020 году DCG расширяется и совместно с новой дочерней компанией «Foundry» в августе начинает заниматься майнингом. Уже в сентябре DCG приобретает криптовалютную биржу «Luno». Её генеральный директор и сооснователь Маркус Свейнпол был уверен, что именно Digital Currency Group сможет помочь привлечь новых клиентов и полноценно развивать платформу.
В ноябре 2021 года DCG выиграла грант на $5 миллионов от правительства штата Коннектикут на переезд из Манхэттена в Стэмфорд. При этом перед Силбертом поставили обязательное условие — его компания должна создать не менее 300 рабочих мест с полной занятостью.
Всего у Digital Currency Group пять дочерних компаний: CoinDesk, Foundry, Genesis, Grayscale Investments и Luno. Одна из них по состоянию на январь 2023 г. находится на грани банкротства. Genesis потеряла $175 миллионов долларов, приостановив вывод средств пользователям и осталась должна кредиторам около $3 миллиардов. Этому предшествовало банкротство биржи FTX.
18 января 2023 Bloomberg сообщил, что Genesis Global Capital закладывает основу для подачи заявления о банкротстве уже на этой неделе.

## Личная жизнь
Барри Силберт сейчас живёт в небольшом прибрежном городе Рай, что в округе Уэстчестер, вместе с супругой Лори и их сыном.

## Состояние
В 2021 году основатель компании «Digital Currency Group» занимал 8 место в рейтинге Forbes «Crypto Rich List». На апрель 2022 года Forbes оценивал его состояние в $3,2 миллиарда. Он имеет финансовую долю и право голоса во всех основных областях криптоиндустрии: институциональные инвестиции через Grayscale, розничные инвестиции через Genesis, информационное влияние через CoinDesk и майнинг через Foundry.